# Lunca (gmina w okręgu Marusza)
Lunca – gmina w Rumunii, w okręgu Marusza. Obejmuje miejscowości Băița, Frunzeni, Logig, Lunca i Sântu. W 2011 roku liczyła 2625 mieszkańców.